# NFI Octava
Narodowy Fundusz Inwestycyjny „Octava” SA (dawniej: Ósmy Narodowy Fundusz Inwestycyjny SA) – spółka notowana na Giełdzie Papierów Wartościowych w Warszawie, założona w 1995 przez skarb państwa jako jeden z narodowych funduszy inwestycyjnych. Od 2005 inwestuje tylko na rynku nieruchomości.